# En terra d'homes
En terra d'homes (títol original en anglès: North Country) és una pel·lícula estatunidenca dirigida per Niki Caro, estrenada el 2005. Ha estat doblada al català.

## Argument
Divorciada, mare de dos fills joves, Josey Aimes ha tornat al seu llogarret natal de Minnesota a la recerca d'una feina. Se li ofereix una sola sortida: la mina que, des de generacions, constitueix l'ossada econòmica i social de la regió. El treball és esgotador, però ben retribuït, i hom s'assegura de fer-s'hi sòlides relacions, per poc que es respectin els valors i tradicions reaccionàries d'aquest medi.
Ja que la mina és un feu masculí, on les rares dones s'exposen a la desconfiança, fins i tot a l'hostilitat, d'un cert nombre de miners que jutgen que no hi tenen lloc i no veuen en elles més que competidores potencials, llestes per arrabassar-los la seva feina.
Josey, com les seves companyes, es troba doncs al centre de la malevolència dels "caps durs", a les seves bromes d'un gust dubtós, a les seves insinuacions, a maniobres d'hostilització, que es fan intolerables. Però ningú no vol sentir les seves protestes. Per a la jerarquia, per als seus pares, per a les seves companyes i ni tan sols per a la seva més propera amiga, la delegada sindical Glory, res no ha d'enterbolir l'equilibri i les regles de la institució. Josey és convidada a tenir cap, a guardar silenci, a fer com si res… Però els incidents es multipliquen, i la pressió puja de dia en dia, fins que la jove dona prova l'impensable: portar l'assumpte davant la justícia. Un acte de desconfiança sense precedents que trastornarà la seva vida i canviarà la cara de la justícia.

## Repartiment
- Charlize Theron: Josey Aimes
- Elle Peterson: Karen Aimes
- Thomas Curtis: Sammy Aimes
- Frances McDormand: Glory
- Sean Bean: Kyle
- Woody Harrelson: Bill White
- Jeremy Renner: Bobby Sharp
- Richard Jenkins: Hank Aimes
- Sissy Spacek: Alice Aimes
- James Cada: Don Pearson
- Rusty Schwimmer: Big Betty
- Linda Emond: Leslie Conlin
- Michelle Monaghan: Sherry
- Brad William Henke: Lattavansky
- Jillian Armenante: Peg

## Al voltant de la pel·lícula
- El rodatge s'ha desenvolupat del 14 de febrer al 13 de maig de 2005 a Chisholm, Eveleth, Iron Range, Minneapolis i Virginia, a Minnesota, així com a Silver City, a Nou Mèxic.
- Charlize Theron i Frances McDormand havien treballat les dues a Æon Flux, dirigida per Karyn Kusama.
- Charlize Theron, nominada per a l'Oscar a la millor actriu per a Josey Aimes, s'havia emportat la figureta el 2003 per a la seva interpretació en Monster, mentre que Frances McDormand, aquí nominada per la millor actriu secundària, s'havia emportat igualment l'Oscar a la millor actriu el 1996 pel seu paper a Fargo.
- La pel·lícula és basada en una història real.

## Banda original
- Antone's Polka, interpretada per The Matt Vorderbruggen Band
- Noodles, interpretada per The Matt Vorderbruggen Band
- Bette Davis Eyes, interpretada per Kim Carnes
- Werewolves of London, interpretada per Warren Zevon
- Tell Ol' Bill, interpretada per Bob Dylan
- Baby Don't Get Hooked On Me, interpretada per Mac Davis
- Wasn't That A Party, interpretada per The Irish Rovers
- Girl Of The North Country, interpretada per Leo Kottke
- Hit Me With Your Best Shot, interpretada per Rusty Schwimmer
- I Drink Alone, interpretada per Jeremy Renner
- Lay, Lady, Lay, interpretada per Bob Dylan
- Hey Joe, composta per Billy Roberts
- Shake The House Down, interpretada per Molly Hatchet
- If I Said You Had A Beautiful Body (Would You Hold It Against Me), interpretada per The Bellamy Brothers
- Do Right To Me Baby (Do Unto Others), interpretada per Bob Dylan
- Sweetheart Like You, interpretada per Bob Dylan
- Paths of Victory, interpretada per Cat Power

## Premis i nominacions[calcitació]

### Nominacions
- 2006. Oscar a la millor actriu per Charlize Theron
- 2006. Oscar a la millor actriu secundària per Frances McDormand
- 2006. Globus d'Or a la millor actriu dramàtica per Charlize Theron
- 2006. Globus d'Or a la millor actriu secundària per Frances McDormand
- 2006. BAFTA a la millor actriu per Charlize Theron
- 2006. BAFTA a la millor actriu secundària per Frances McDormand